# Matija Petar Katančić
Matija Petar Katančić (Valpó, 1750. augusztus 12. – Buda, 1825. május 24.) magyarországi horvát irodalmár, latinista, egyetemi tanár.

## Életrajza
Teológiát és esztétikát hallgatott Budán. Fiatalként csatlakozott a ferences rendhez. Később Eszéken, Zágrábban és Pesten tanította horvát nyelven a Szentírást a hallgatóknak.
A késői klasszicizmus költészet képviselője volt. Hálaverseket Horatius, pásztorverseket pedig a görög és római költészet mintájára írta. Horvát verseit az Ősz gyümölcsei (Fructus autumnales, 1791.) verseskötetben gyűjtötte össze.
Ő ír először arról a Dissertatio de columna milliaria kötetben, hogy rómaiak lakták Eszéket.